# Volkswagen Challenger 1993
Il Volkswagen Challenger 1993 è stato un torneo di tennis facente parte della categoria ATP Challenger Series nell'ambito dell'ATP Challenger Series 1993. Il torneo si è giocato a Wolfsburg in Germania dall'8 al 14 febbraio 1993 su campi in sintetico indoor.

## Vincitori

### Singolare
Cristiano Caratti ha battuto in finale  Lars Koslowski con il punteggio di 6–7, 6–1, 6–2

### Doppio
Donald Johnson /  Leander Paes hanno battuto in finale  Jan Apell /  Michael Mortensen con il punteggio di 7–6, 6–1